# Swertia squamigera
Swertia squamigera är en gentianaväxtart som beskrevs av Sileshi Nemomissa. Swertia squamigera ingår i släktet Swertia och familjen gentianaväxter. Inga underarter finns listade i Catalogue of Life.